# Carl Bernhard Brühl

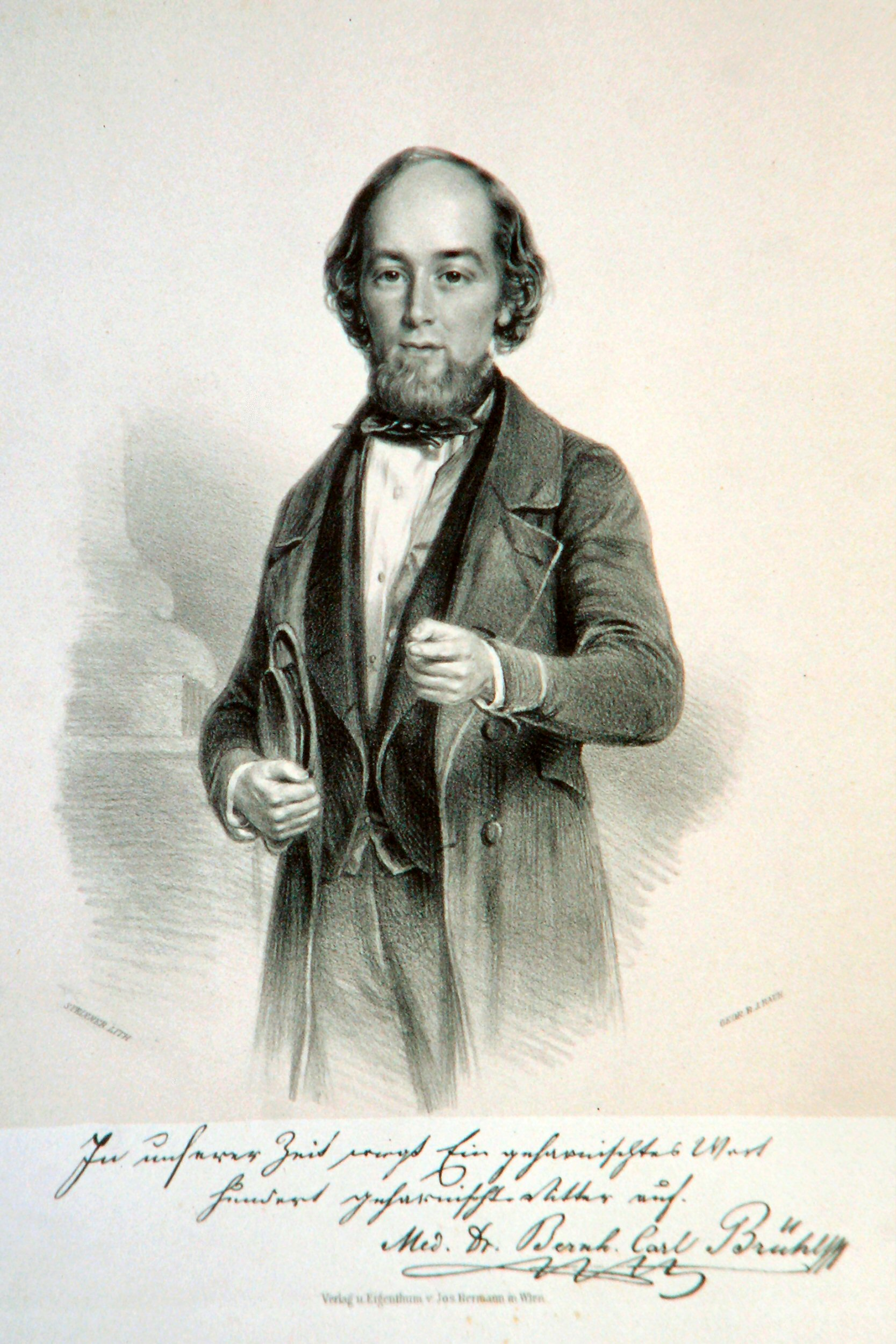
Carl Bernhard Brühl, Lithographie von August Strixner, um 1850

Carl Bernhard Brühl (* 5. Mai 1820 in Prag; † 14. August 1899 in Graz) war ein österreichischer Mediziner und Zoologe (Anatom; Hochschullehrer), Volksbildner und Frauenrechtler.

## Leben
Carl (auch Karl) Bernhard Brühl ist heute weitgehend vergessen – obwohl er in sich einige bemerkenswerte „unzeitgemäße“ Strebungen vereinigte.
Brühl maturierte in Prag und ging danach zum Medizinstudium nach Wien (1841–47). In den Märztagen 1848 erhob er seine Stimme zugunsten des Volkes und forderte Lehr- und Lernfreiheit an der Universität. Er war dann einige Jahre als Arzt tätig, ging aber vorsichtshalber zu Studienzwecken ins Ausland (Italien und Frankreich), während der ihn fördernde liberale Unterstaatssekretär Ernst von Feuchtersleben sich doch wieder mit dem „Regme“ arrangierte. 1855 kehrte er nach Wien zurück, wurde von Leo Grafen Thun, Minister des Cultus und Unterrichts seit 1849 und ultramontan eingestellt, als Professor für Zootomie und vergleichende Anatomie 1857 nach Krakau, 1859 nach Pest, bald darauf aber letztlich doch an die Universität Wien berufen, wo er 1863 sein eigenes, Zootomisches (heute: Zoologisches) Institut bekam, wie es bereits Freund Feuchtersleben († 1855) vorgesehen hatte. – In Wien hielt er immer wieder volkstümliche wissenschaftliche Vorträge („Sonntagsvorlesungen“ im „Thiergarten“ im Prater) – bei einem (1874), über Goethes Aufsatz „Die Natur“, war der junge Sigmund Freud anwesend, der dadurch zum Arzt bestimmt wurde. Brühl wollte auf diese Weise, wie er es auch in einschlägigen Publikationen „zum Selbststudium jüngerer Freunde der vergleichenden Anatomie“ zum Ausdruck bringt, Begabten aller Stände Naturwissenschaft vermitteln und sie gegebenenfalls dafür gewinnen.

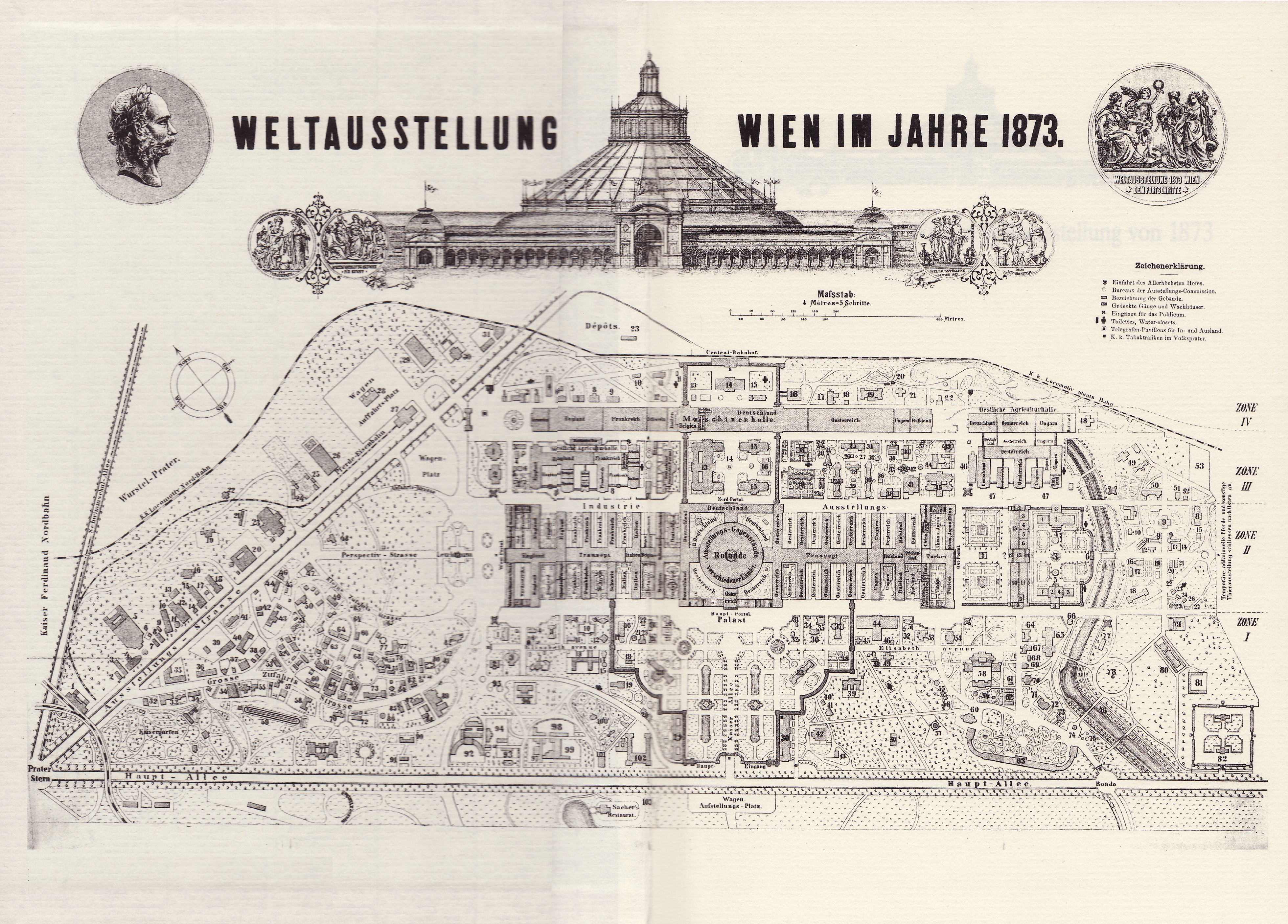
Geländeplan. – 1 (beim Eingang nächst dem Praterstern) der „Thiergarten“ mit dem 1945 abgerissenen Vivarium.

Er hielt deshalb Vorlesungen, die unentgeltlich waren und – damals fast unerhört und vielfach anstößig – auch weiblichen Hörern offenstanden. Darin widerlegte er die weitverbreitete Meinung (propagiert besonders von Prof. Theodor von Bischoff, München, in der Schrift „Das Studium und die Ausübung der Medicin durch die Frauen“, 1872), das weibliche Gehirn sei strukturell (zu klein!) zum Studium (zumal der Medizin!) unfähig (oder zumindest ungeschickt) – auch die erfahrensten Anatomen könnten ja ein weibliches von einem männlichen Gehirn gar nicht unterscheiden. Das machte natürlich „böses Blut“ bei Traditionalisten, sicherte ihm aber auch die dauernde Zuneigung aller Frauenrechtlerinnen. – Anlässlich seiner Emeritierung (1890) forderte er noch die Errichtung eines „anatomisch-zoologischen Volksmuseums“, um solche Dinge stets allgemein einsichtig zu machen, so wie ja seine Skelett-Demonstrationen auf der Wiener Weltausstellung 1873 schon auf großes Interesse gestoßen waren. Seinen Lebensabend verbrachte Brühl in Graz.
Seine Ansicht zum Verhältnis von Mann und Frau kommt am klarsten zum Ausdruck in Brühls Vortrag von 1893 (unten verlinkt, S. 33–68, mit Porträt S. 17) über die Gaben der Frau: Anfänglich gab es in der Natur wohl jahrhunderte- oder jahrtausendelang nur das weibliche Prinzip („Weibthum“. – Er war also weder Anhänger Darwins noch kirchenfromm, vielmehr erklärter Deist). Allmählich entwickelte sich hieraus dann ein höheres, das männliche Prinzip („Mannthum“) – aber nur, damit es das weibliche zur selben Höhe emporhebe! Die Frau als stumpfsinnige Hausgehilfin kann nicht das Ziel sein.

## Forschung
Aus seinem Forschungsgebiete, der vergleichenden Osteologie (Knochen- oder Skelettlehre) veröffentlichte er eine Menge von Detailstudien und auch Lehrbücher, die noch heute durchaus brauchbar sind, wenn man nur die veralteten Bezeichnungen durch jetzt gültige ersetzt, z. B. über den weitgehend knorpeligen Lachs-Schädel. Aber er befasste sich nicht nur mit Wirbeltieren – ein (Außen-)Skelett haben ja auch z. B. die Insekten – mit Begeisterung schildert er etwa den feineren, durch und durch zweckmäßigen Bau der Läuse (1871).

## Publikationsliste
im Katalog der Wiener Universitätsbibliothek. # Ergänzungen. Erscheinungsort ist, wo nicht anders angegeben, Wien.
- (1845) Zur Kenntniss des Wirbelthier-Skeletes (etc.) für die vergleichende Anatomie der Knochen: Die Methode des osteologischen Details dargestellt am Karpfen-Skelete etc.
- (1847) # Über officinelle Monocotyledonen.
- (1847– ) Anfangsgründe der vergleichenden Anatomie aller Thierclassen. doi:10.5962/bhl.title.5784 (Google Buch).
- (1850) Kleine Beiträge zur Anatomie der Haussäugethiere.
- (1853) # Eingesendete Abhandlung. Nachweis gegen Hyrtl und Stannius (zobodat.at [PDF; 527 kB]).
- (1856) Osteologisches aus dem Pariser Pflanzengarten.
- (1856) Zur Kenntniss des Orang-Kopfes und der Orangarten.
- (1856) # Ueber Bedeutung und Zweck von Naturforscher-Versammlungen in unseren Tagen und besonders in unserem deutschen Vaterlande; ein Gelegenheitswort zur Eröffnung der 32-sten Naturforscher-Versammlung in Wien im Jahre 1856.
- (1858) Einige Worte über die wissenschaftliche Stellung der Zoologie im Cyklus der medicinischen Wissenschaften. (Pest)
- (1860) # Phoca Holitschensis, der fossile Phocafuss des Pester Universitäts-Museums, ein Unicum. Mittheilungen aus dem k.k. zoologischen Institute der Universität Pest (zobodat.at [PDF; 2,3 MB]).
- (1860) Ueber das Vorkommen von Esteria und Branchypus um Pest (zobodat.at [PDF; 626 kB]).
- (1860) Mittheilungen aus dem k.k. zoologischen Institute der Universität Pest.
- (1862) # Das Skelet der Krokodilinen dargestellt in zwanzig Tafeln. doi:10.5962/bhl.title.60109 (zobodat.at [PDF; 22,9 MB]).
- (1862) Icones ad zootomiam illustrandam: Das Skelet der Krokodilinen dargestellt in 20 Tafeln (Google Buch).
- (1865) Laqueus Owenii und laqueus tympanicus petrosi [Ergänzung zu Vorstehendem].
- (1868) Universität und Volksbildung, Priesterthum und Naturwissenschaft. (2. Aufl.: 1888)
- (1871) # Über die am Menschen schmarotzenden Läuse.
- (1871) # Zur feineren Anatomie der am Menschen schmarotzenden Läuse. Vorläufige Mitteilung.
- (1874–88) Zootomie aller Thierklassen für Lernende. (4 Bände).
- (1878) Einiges über das Gehirn der Wirbelthiere mit besonderer Berücksichtigung jenes der Frau etc.
- (1879) # Einiges über das Gehirn der Wirbelthiere mit besonderer Berücksichtigung jenes der Frau (zobodat.at [PDF; 8,6 MB]).
- (1882) Floh-Skelet.
- (1882) Krebs-Skelet.
- (1883) # Frauenhirn, Frauenseele, Frauenrecht. (Leipzig)
- (1886) Hatteria-Kopf.
- (1886) Reptilien-Kopf.
- (1888) Schnecken-Anatomie für Studenten.
- (1893) Einiges über die Gaben der Natur an die Frau (etc.) (literature.at).
- (1897) Vorläufiges aus Anlass des 20. Juli 1847 (etc.) für meine ehemaligen Hörer. (Graz)